# Estação Cadet
Cadet é uma estação da linha 7 do Metrô de Paris, localizada no 9.º arrondissement de Paris.

## Localização
A estação está localizada na rue La Fayette, no cruzamento com a rue Cadet. Orientada ao longo de um eixo nordeste/sudoeste, ela se intercala entre as estações Poissonnière e Le Peletier.

## História
A estação foi aberta em 5 de novembro de 1910 na primeira seção da linha 7 ligando Opéra a Porte de la Villette.
Seu nome vem da rue Cadet, que se chamava no século XVII rue de la Voirie, para causa de um depósito de imundices favoráveis às culturas de hortas que aí cresciam. A origem do nome desta rua provem dos irmãos Cadet, Jacques e Jean, que eram, desde o reinado de Carlos IX, mestres jardineiros. Eles usaram os depósitos de lixo do aterro para fertilizar o solo onde cresciam seus legumes, que eram vendidos para os restaurantes. No século XIX ela atravessava um antigo claustro pertencente a M. Cadet de Chambine, que foi prefeito de Montmorency sob a Segunda Restauração e proprietário dos terrenos sobre os quais se situava o antigo caminho que substitui a rua.
Em 1 de abril de 2016, o nome de placas nas plataformas da estação são substituídos pela RATP para fazer um dia da mentira no momentos do dia, como nas outras doze estações. A estação foi humoristicamente renomeado "Rousselle", em referência a Cadet Rousselle.
Em 2016, de acordo com estimativas da RATP, a frequência anual da estação é de 3 289 639 passageiros o que a coloca na 161ª posição das estações de metro por sua frequência.

## Serviços aos Passageiros

### Acesso
A estação tem um acesso único, localizado na esquina da rue La Fayette e da rue Cadet.

### Plataformas
Os pilares são de configuração padrão: eles são separados pelas vias do metrô situadas no centro e a abóbada é elíptica. A estação está equipada com uma decoração com as cores da bandeira dos Estados Unidos: as telhas em cerâmica brancas, azuis e vermelhas são planas e sobrepõe os pés-direitos, a abóbada e o tímpano. As faixas de luz são brancas e arredondadas no estilo "Gaudin" para a renovação do metrô de 2000, a publicidade quadros são feitos de metal e o nome da estação que está escrito com a fonte Parisine em placa esmaltada. As docas estão equipados com assentos de estilo "Motte" com as mesmas cores que as telhas.

### Intermodalidade
A estação é servida pelas linhas 26, 32, 42, 43, 48 e 85 da rede de ônibus RATP.

## Pontos turísticos
A rua abriga a sede do Grande Oriente de França dentro do qual se sita o Musée de la Franc-Maçonnerie. Entre as nove sinagogas próximas (dentro de 500 metros do Grande Oriente de França), a mais conhecida, de estrita observância asquenaze, é a Sinagoga Adas Yereim, no 10 rue Cadet.

Galeria de fotografias
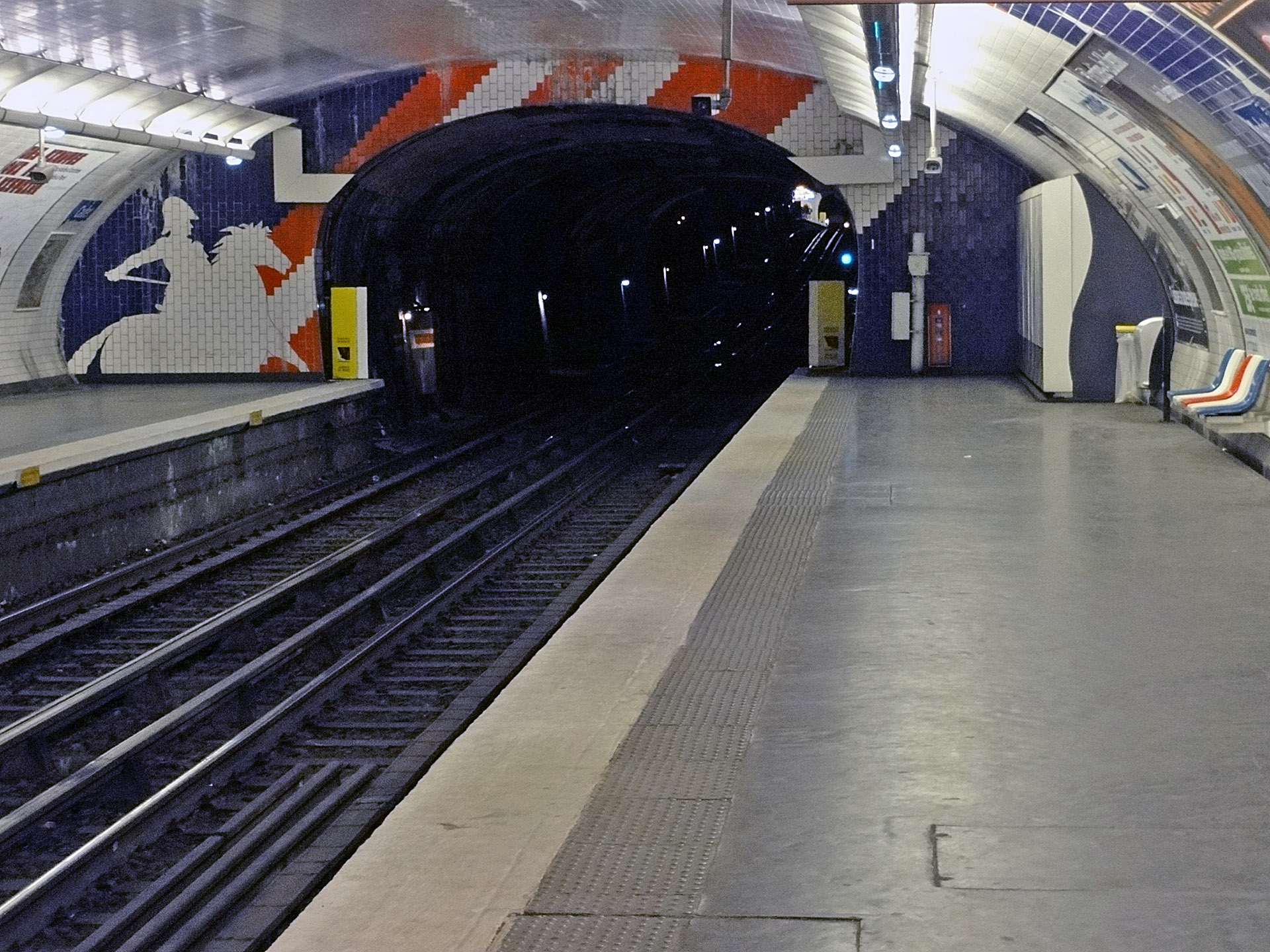
A estação possui uma decoração temática sobre a bandeira dos Estados Unidos.
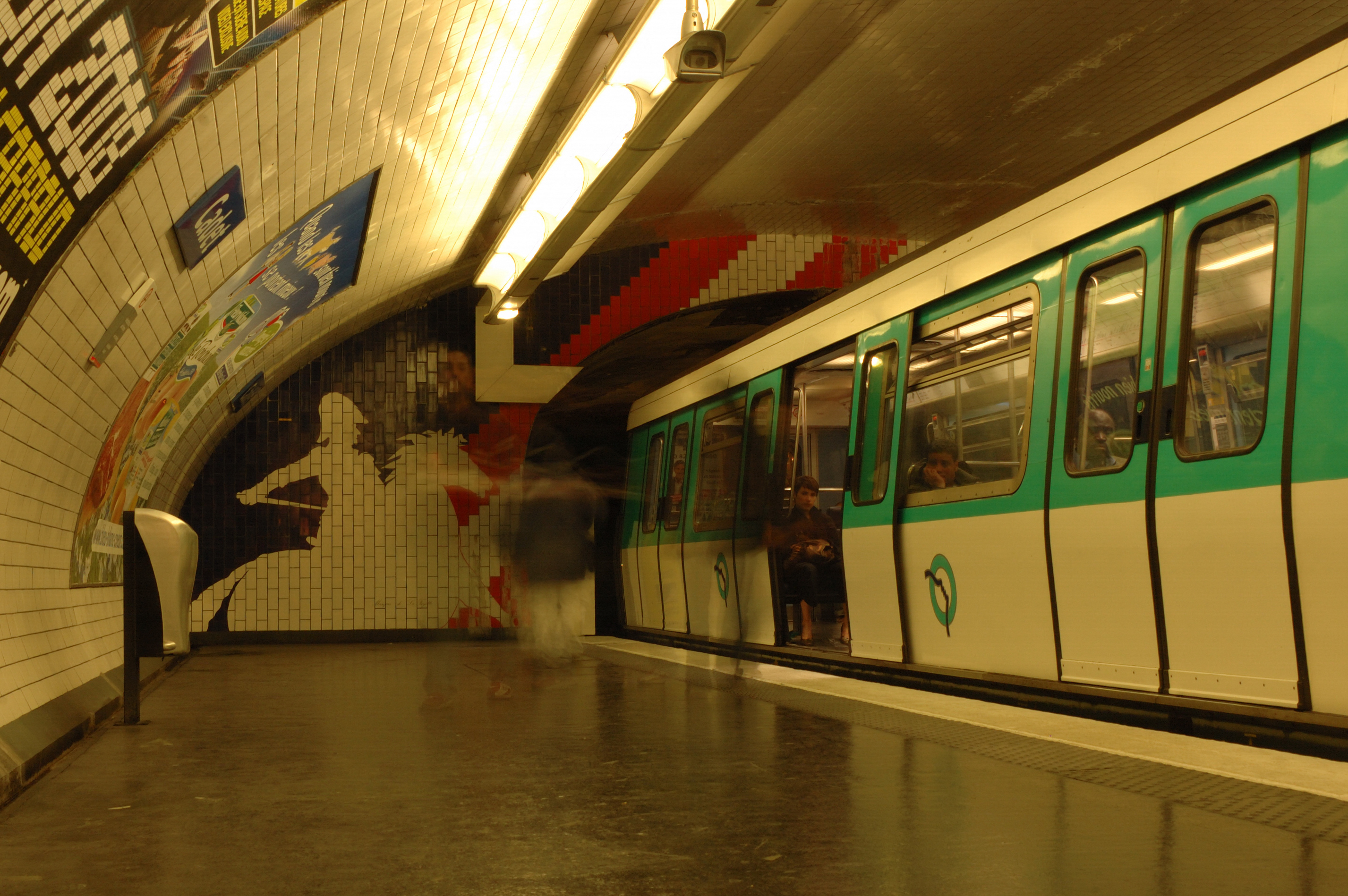
Trem parando.
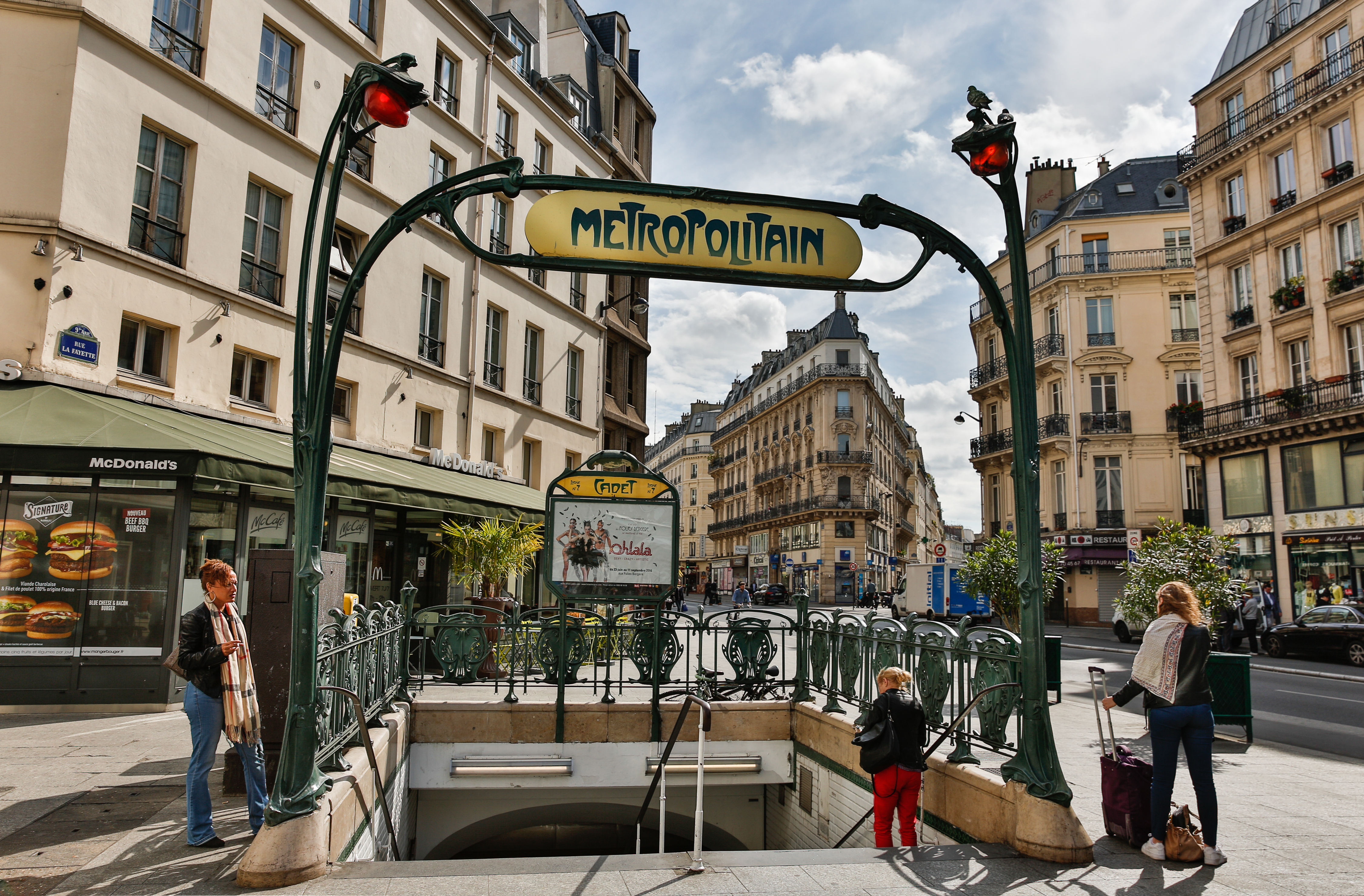
Entrada da estação.